# The Planter
The Planter er en amerikansk stumfilm fra 1917 af Thomas N. Heffron og John Ince.

## Medvirkende
- Tyrone Power Sr. som Ludwig Hertzer
- Lamar Johnstone som David Mann
- Mrs. Tyrone Power som Consuela
- Lucille King som Andrea
- Mabel Wiles som Patricia